# ويليام أرشيبالد
ويليام أرشيبالد (بالإنجليزية: William Oliver Archibald)‏ هو موظف مدني ونقابي وبائع كتب وسياسي بريطاني وأسترالي (وحمل سابقاً جنسية المملكة المتحدة لبريطانيا العظمى وأيرلندا)، ولد في 3 يونيو 1850 في المملكة المتحدة، وتوفي في 28 يونيو 1926 في أديلايد في أستراليا. حزبياً، نشط في حزب العمال الأسترالي وحزب العمال الأسترالي (فرع جنوب أستراليا) ‏. وقد انتخب عضو مجلس النواب الأسترالي عن دائرة Division of Hindmarsh ‏ (13 أبريل 1910 – 13 ديسمبر 1919) وانتخب عضو مجلس النواب جنوب أستراليا من الجمعية عن دائرة Electoral district of Port Adelaide ‏ وقد انضم خلال فترته النيابية (15 أبريل 1893 – 1 أبريل 1910)  للكتلة البرلمانية حزب العمال الأسترالي (فرع جنوب أستراليا) ‏.